# Johann Sigismund Elsholtz
Johann Sigismund Elsholtz   (Frankfurt de l'Oder, 26 d'agost de 1623 - Berlín, 28 de febrer de 1688) fou un metge i naturalista alemany,.

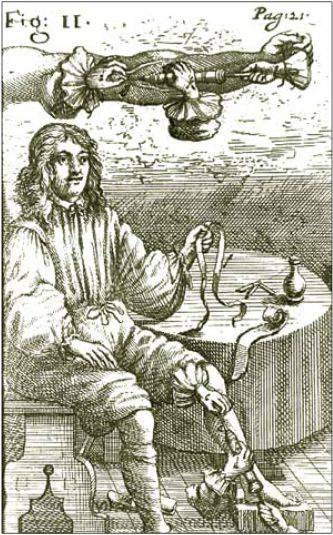
Injecció endovenosa, a Clysmatica nova, 1667.

Va estudiar a les universitats de Wittenberg, Königsberg i a la de Pàdua, on rebria el seu doctorat el 1653.
Elsholtz fou botànic cortesà, alquimista i metge de l'Elector Frederic Guillem de Brandenburg (1620-1688), i el 1657 és posat a càrrec dels jardins botànics de Frederic Guillem de Berlín, Potsdam i Oranienburg.
En 1654 va publicar la seva tesi de graduat: Anthropometria, que és un primerenc estudi d'antropometria. Aquest llibre va ser escrit per al benefici dels artistes i els astròlegs, a més d'estudiants de medicina i fisiologia. En aquest tractat, Elsholtz examinava les relacions entre les proporcions del cos humà i l'aparició de malalties.
Elsholtz va ser pioner en els camps de la higiene i la nutrició, i en els seus escrits sobre salut holística, va fer èmfasi en la importància de l'aire net i de l'aigua, aliments i begudes saludables, i també la neteja personal. En la seva obra de 1667 Clysmatica nova, va investigar les possibilitats de la injecció intravenosa. Va realitzar les primeres investigacions de transfusió de sang i "teràpia d'infusió", i va especular que un cònjuge amb una "naturalesa malenconiosa" podria ser revitalitzat per la sang de la seva "vibrant parella", la qual cosa donaria lloc a un matrimoni harmoniós.

## Algunes publicacions

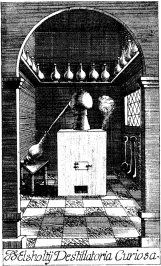
Frontispici de „Destillatoria Curiosa“, 1674

- Anthropometria, sive De mutua membrorum corporis humani proportione. Accessit doctrina naevorum […]. Patavii. Typis Jo. Baptistae Pasquati, 1654 (en línia edició de Frankfurt (Oder) 1663)
- Hortus Berolinensis, 1657 (manuscrit). Erstmals gedruckt in: Thomas Fischbacher, Thomas Fink (eds.) Johann Sigismund Elsholtz: Hortus Berolinensis. Der Berliner Lustgarten. Lateinisch / Deutsch. Liber primus. Erstes Buch, Weimar 2010, ISBN 978-3897396906, sowie Felix Mundt, Marcel Humar (eds.) Johann Sigismund Elsholtz. Hortus Berolinensis. Erstes Buch, Worms 2010, ISBN 978-3884622957
- Plantae singulares horti electoralis Brandenburgici coloniensis, Cölln an der Spree, 1659/60
- Flora marchica, sive catalogus plantarum, quæ partim in hortis Electoralibus Marchiæ Brandenburgicæ primariis, Berolinensi, Aurangiburgico, et Potstamensi excoluntur, partim sua sponte passim proveniunt, Berolini, ex officina Rungiana. Sumptibus Danielis Reichelii, 1663
- Historia Steatomatis resecti et feliciter sanati, Coloniae Brand.: Schulze, 1666
- Clysmatica Nova, Berlin, 1665; 2ª ed. ampliada sota el títol: Clysmatica nova sive ratio qua in venam rectam medicamenta immitti possint: addita inaudita sanguinis transfusione, Coloniae; Brandenburg, 1667. Nachdruck d. 2ª ed. Hildesheim: Olms, 1966
- Garten-Baw oder Unterricht von der Gärtnerey auff das Clima der Chur-Marck Brandenburg, wie auch der benachbarten teutschen Länder gerichtet: in 6 Büchern abgefasset u. mit nöthigen Figuren gezieret, 1a ed. 1666; 2a ed. Cölln an der Spree: Schultze, 1672; 3ª ed. 1684 sota el títol Vom Garten-Baw, Berlin/Leipzig/Colònia. Reimpressió facsímil de la 3ª ed. vers i amb e. Nachw. von Harri Günther, Hildesheim: Olms, 1987, ISBN 3-487-07978-X

Un resultat secundari d'aquest treball va ser publicat sota el títol:
Johann Sigmund Elsholtzens Doct. & Sereniss. Elector, Brandenb. Medici Ordinari Neu angelegter Garten-Bau, Oder Sonderbare Vorstellung Wie ein wolerfahrner Gärtner nicht allein die schönsten Lust-Küchen-Baum- und Blumen-Gärten Aus unserm tetschen climate füglich anzurichten, Sondern auch allerhand rare Blumen, Gewächse und Bäume zu erziehen, warten und vor zustossenden Schäden zu curiren lernen kan. In VI Bücher verfasset und in diesem vierten druck ziemlich vermehret, Leipzig: Fritsch, 1715. en línia a Universitäts- und Landesbibliothek Düsseldorf
Eine weitere Sekundärausgabe ist: Artzney-Garten- Und Tisch-Buch, Oder Fortsetzung des Gartenbaws […] : In VI Bücher verfasset […] Wobey der Frantzösche Koch, Becker und Consitirer, Franckfurt; Leipzig; Berlin; Colonia: Völcker, 1690
- Destillatoria curiosa, sive ratio ducendi liquores coloratos per alembicum, hactenus si non ignota, certe minus observata atque cognita. Accedunt Utis Udenii et Guerneri Rolfincii Non-entia chymica, Berolini: Typis Rungianis, impensis Ruperti Volcheri, 1674
- De Phosphoris observationes: quarum priores binæ antea jam editæ tertia vero prima nunc vice prodit, (Volumen tenens dissertationes de Phosphoro privato studio collectas; 3), Berlin: Georg Schultze, 1681
- Diaeteticon: Das ist, Newes Tisch-Buch, Oder Unterricht von Erhaltung guter Gesundheit durch eine ordentliche Diät, und insonderheit durch rechtmäßigen Gebrauch der Speisen, und des Geträncks. In sechs Büchern […] abgefaßt, auch mit nöthigen Figuren gezieret […], Cölln an der Spree: Georg Schultze, 1682.Reimpressió amb un epíleg de Manfred Lemmer, Edició Leipzig, Alemanya de l'Est. Lizenzausgabe per Verlag Dr. Richter GmbH, Múnic, 1984, ISBN 3-923090-28-5
- De phosphoro liquido. observatio, Berlin, 1677
- De phosphoris quatuor: observatio, Berlin: Georg Schultze, 1676